# Курно
Курно (італ. Curno) — муніципалітет в Італії, у регіоні Ломбардія, провінція Бергамо.
Курно розташоване на відстані близько 490 км на північний захід від Рима, 45 км на північний схід від Мілана, 5 км на захід від Бергамо.
Населення — 7751 особа (2014).

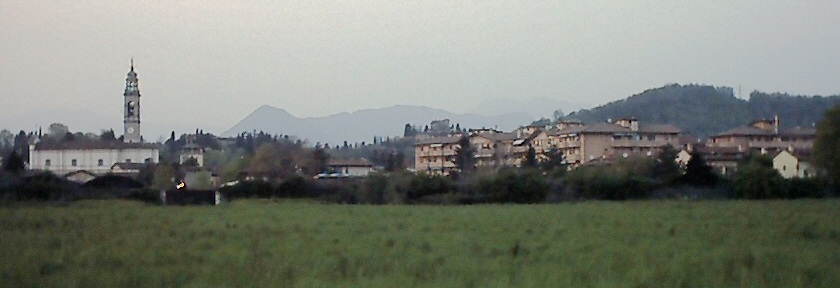

Щорічний фестиваль відбувається 15 серпня. Покровителька — Богородиця Небовзята.

## Демографія
Населення за роками:

Станом на 1 січня 2023 року в муніципалітеті офіційно проживали 652 іноземці з 57 країн, серед них 85 громадян країн Євросоюзу та 43 громадяни України.

## Сусідні муніципалітети
- Бергамо
- Бонате-Сопра
- Моццо
- Понте-Сан-П'єтро
- Тревіоло